# Parc zoologique municipal Quinzinho de Barros

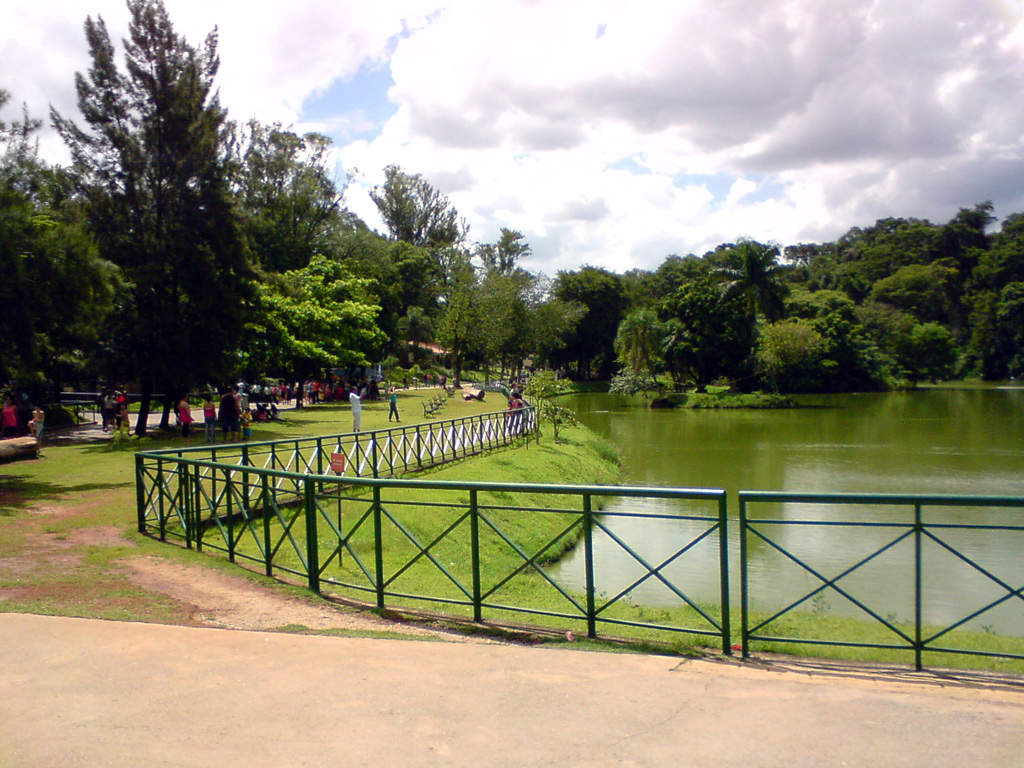
Le lac avec ses îles

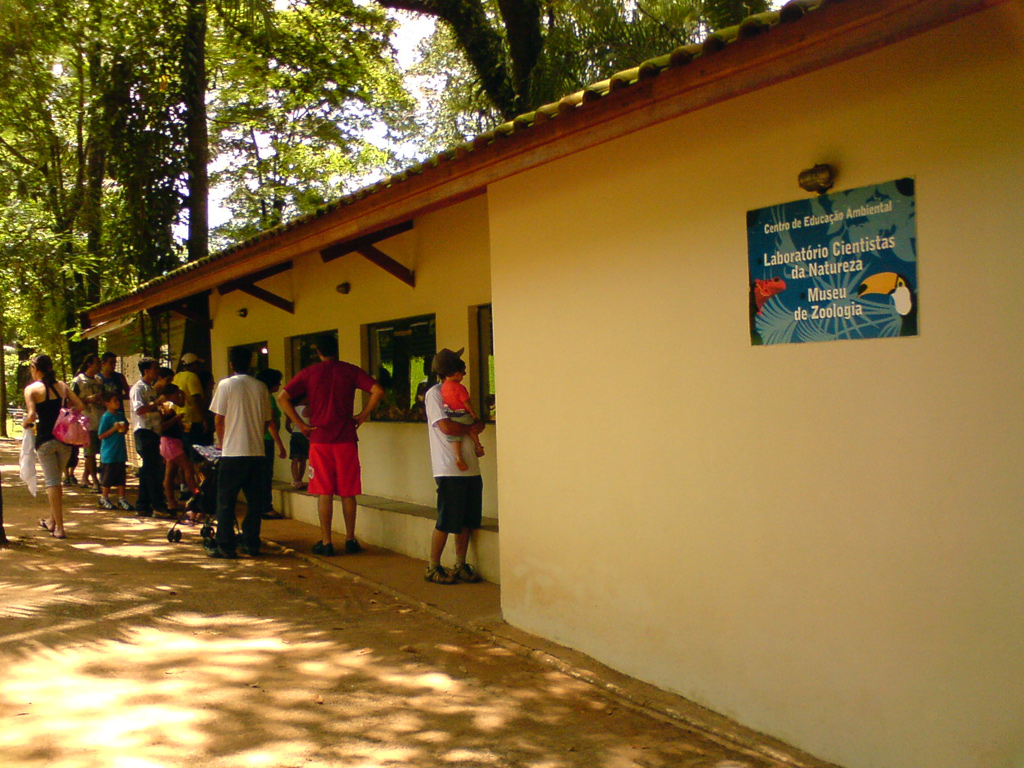
Le laboratoire scientifique de la Nature

Le parc zoologique municipal Quinzinho de Barros, ou zoo municipal de Sorocaba, est un jardin zoologique situé dans la municipalité de Sorocaba, État de São Paulo, Brésil. Il est considéré comme le deuxième zoo du Brésil en nombre d'espèces. 

## Situation
Le zoo de Quinzinho de Barros se trouve dans le quartier Vila Hortência, dans la région sud de la ville de Sorocaba et s'étend sur environ 130 000 m². Il comprend une bande de forêt atlantique de transition en stage secondaire, un lac, ainsi que le musée historique de Sorocaba. Selon l'inventaire réalisé en 1992 par la Société des zoos du Brésil (Sociedade de Zoológicos do Brasil), il abritait à cette époque-là 1.487 spécimens de 353 espèces de mammifères, d'oiseaux et de reptiles. 70 % appartenaient à la faune brésilienne; parmi celles-ci, 36 espèces étaient menacées d'extinction. 
Classé en catégorie “A” (pt), la plus haute accordée par l'IBAMA (Institut brésilien de l'environnement et des ressources naturelles renouvelables), le zoo est une référence en Amérique latine en termes de loisir, recherche, préservation et éducation écologique. Plus d'un million de visiteurs l'ont fréquenté en 2007, y compris les élèves de 81 villes de l'État de São Paulo.
Le travail qu'on y développe est parrainé et reconnu par plusieurs institutions nationales et internationales, comme la Smithsonian Institution, le World Wide Fund for Nature, le U.S. Fish and Wildlife Service, entre autres.

## Historique
Lors de sa fondation en 1654, Sorocaba possédait déjà plusieurs grands espaces appelés largos qu'on utilisait pour monter des scènes de théâtre improvisées, des fêtes populaires ou même comme relais pour les troupes de mules à l'époque du Tropeirismo. Au fur et à mesure, ces lieux furent transformés en places et parcs actuels de la ville.
Le jardins des Animaux
Le Largo do Jardim (place du Jardin) fut inauguré le 1er janvier 1899 et fut ensuite rebaptisé place Frei Baraúna. C'est ici qu'on installa le Jardim dos Bichos (jardin des Animaux) le 15 janvier 1916. Il y demeura jusqu'en 1930 et contenait des espèces de la faune brésilienne, comme la panthère, le singe, la biche, le paresseux, le petit crocodile, des serpents et des oiseaux, surtout des Aras.  
Vers 1965, la mairie de Sorocaba, désireuse d'aménager un grand site qui longeait les berges du fleuve Sorocaba, y construit un jardin public pour la population locale. Quelques voisins suggérèrent de l'agrémenter d'animaux et c'est ainsi qu'on y installa quelques espèces d'oiseaux, ensuite d'autres, des sapajous bruns et un aquarium. C'est ainsi que l'on créa le second Jardim dos Bichos (jardin des Animaux). Il fut inauguré en 1966 et appelé Jardim da Margem (jardin de la Berge).
Inauguration du zoo Quinzinho de Barros
Le Parque Zoológico Municipal Quinzinho de Barros fut inauguré le 20 octobre 1968 en présence de plus de 2 000 personnes. Pour son aménagement, la ville de Sorocaba avait acquis la propriété rurale Quinzinho de Barros, qui appartenait à la famille Prestes de Barros, par expropriation volontaire et y avait transféré les animaux du Jardim da Margem.
Début des activités éducatives
Quinzinho, comme l'appelle la population locale, a entamé ses activités éducatives en 1979 grâce à l'initiative du secrétaire municipal de l'éducation et de la culture et du directeur du zoo. À partir de ce moment, le parc cessa de ne présenter les animaux qu'en vitrine et devint une salle de classe. 
Le Centre d'éducation écologique fut créé en 1988. Il comprend une bibliothèque spécialisée sur l'environnement qui possède des livres techniques et pour enfants, un musée de zoologie, un amphithéâtre pour conférences, ainsi que des logements pour les stagiaires qui viennent d'autres villes pour y suivre des cours. Postérieurement, afin de populariser la recherche, on y a agrégé le "Laboratoire des scientifiques de la Nature". 
Situation actuelle

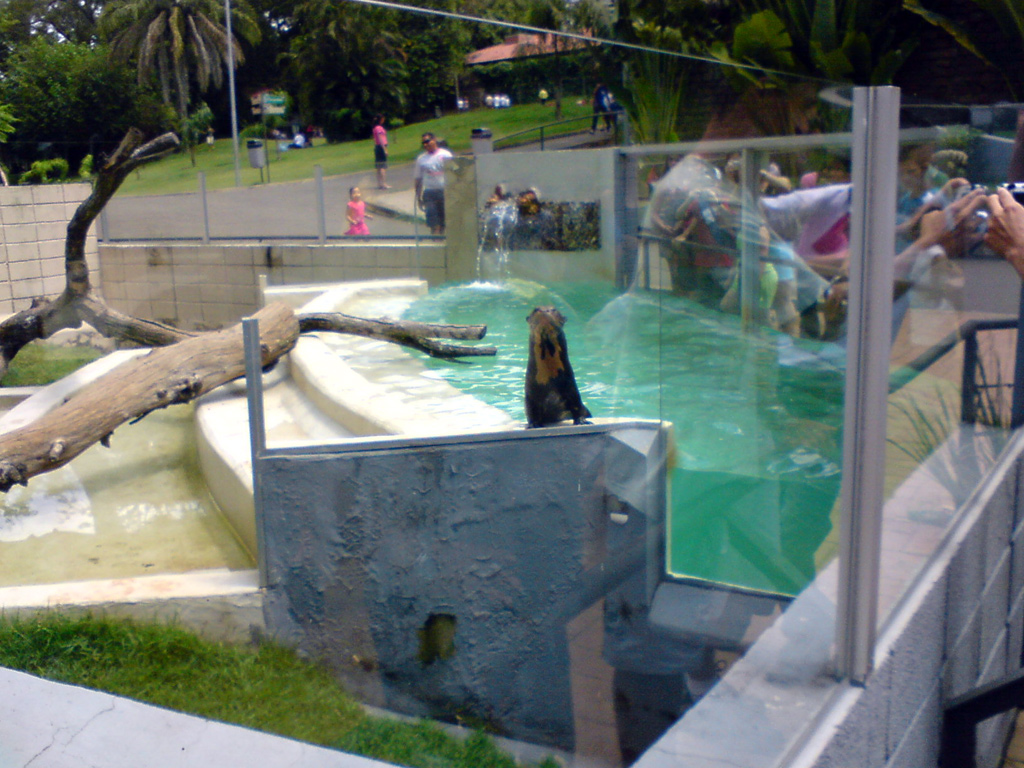
Enceinte de la loutre géante sud-américaine

Le zoo fut revitalisé en 2004 et on y applique actuellement les méthodes d'exposition les plus modernes, comme des fossés à singes, des volières dans lesquelles les visiteurs peuvent observer les oiseaux de l'intérieur, ainsi que de grandes vitres qui permettent d'observer les ours, la loutre géante sud-américaine et bien d'autres espèces de près. 
Outre les cours offerts aux biologistes et vétérinaires du Brésil entier, le parc zoologique municipal Quinzinho de Barros fonctionne aussi comme centre d'entraînement pour les soldats, les sergents et les agents de la police forestière de l'État de São Paulo.